# 策尔科
策尔科是德国梅克伦堡-前波美拉尼亚州的一个市镇。总面积38.73平方公里，总人口835人，其中男性427人，女性408人（2011年12月31日），人口密度22人/平方公里。